# Orquesta Club Virginia
Orquesta Club Virginia és una pel·lícula de cinema espanyola dirigida i escrita (en companyia de Joaquim Oristrell) por Manuel Iborra, en 1992. El seu repartiment d'actors era format per Jorge Sanz, Antonio Resines, Santiago Ramos, Enrique San Francisco, Juan Echanove, Emma Suárez, Torrebruno, Pau Riba, entre d'altres.
En 2012 es va fer una adaptació teatral de la pel·lícula, amb la participació entre altres de Antonio Resines, Jorge Sanz, Enrique San Francisco, Pepón Nieto, Pau Riba, Víctor Elías, Juan Díaz (que fa el mateix paper que Jorge Sanz, alternant-se en les funcions), Guillermo Montesinos i Macarena Gómez.

## Sinopsi
Tony (Jorge Sanz) és un noi de disset anys que s'uneix a la banda musical del seu pare (Antonio Resines), l'"Orquestra Club Virginia". Estan especialitzats en música dels anys cinquanta: boleros i mambos. Però el tipus de música que li agrada a Tony és ben diferent, i a més el que veritablement l'atreu, és la possibilitat de conèixer món i lligar amb noies estrangeres. Res més incorporar-se a l'orquestra, tots marxen rumb a Orient.

## Palmarès cinematogràfic
VII Premis Goya
| Categoria                   | Persona                                                            | Resultat   |
| --------------------------- | ------------------------------------------------------------------ | ---------- |
| Millor so                   | Julio Recuero Gilles Ortion Enrique Molinero José Antonio Bermúdez | Guanyadors |
| Millor actor de repartiment | Enrique San Francisco                                              | Nominat    |

Medalles del Cercle d'Escriptors Cinematogràfics de 1992
| Categoria     | Persona     | Resultat   |
| ------------- | ----------- | ---------- |
| Millor actriu | Emma Suárez | Guanyadora |

Fotogramas de Plata 1992
| Categoria              | Persona    | Resultat  |
| ---------------------- | ---------- | --------- |
| Millor actor de cinema | Jorge Sanz | Guanyador |